# Gare de Manarola
La gare de Manarola (en italien : stazione di Manarola) est une gare ferroviaire du hameau de Manarola, situé sur le territoire de la commune de Riomaggiore, dans la province de La Spezia, en Ligurie, dans le nord-ouest de l'Italie.

## Situation ferroviaire
Établie à 18 mètres d'altitude, la gare de Manarola est située au point kilométrique 78,804 de la ligne Gênes-Pise.
Elle est dotée de deux voies encadrant un unique quai central.

## Histoire
La gare a été inaugurée le 24 octobre 1874, en même temps que la section de Sestri Levante à La Spezia de la ligne Gênes-Pise.
Le 15 septembre 1913, la desserte en trains de fret est étendue à Manarola.
Le doublement des voies entre Manarola et Riomaggiore a été mis en service en 1920 et prolongé le 14 novembre 1933 jusqu'au tunnel de Gaggiola, pour être finalement activé entre Riomaggiore et Corniglia le 31 mai 1959. À cette occasion, un nouveau bâtiment voyageurs et un quai pour les marchandises ont été construits, ainsi que le tunnel piétonnier pour relier la gare à la ville.
Le 1er décembre 1949, la gare est transformée en halte sans personnel.

## Service des voyageurs

### Accueil
Gare de Ferrovie dello Stato Italiane, elle est dotée d'un bâtiment voyageurs avec un guichet et un Distributeur automatique de titres de transport.

### Desserte
La gare de Manarola est desservie toutes les heures toute l'année par des trains Regionale reliant Sestri Levante à La Spezia, dont certains sont amorcés depuis Savone ou Gênes. Une paire de trains Regionale Veloce reliant Gênes à La Spezia marque également l'arrêt en gare de Manarola.
En saison touristique, les trains Regionale « Cinque Terre Express » assurent une desserte omnibus cadencée à la demi-heure entre Levanto et La Spezia Centrale, dont certains trains sont prolongés jusqu'à La Spezia Migliarina ou Sarzana.

### Intermodalité
La gare de Manarola n'est en correspondance avec aucune autre ligne de transports en commun.